# Люди честі
«Люди честі» (англ. Men of Honor) — біографічний фільм режисера Джорджа Тиллмана-мл. про життя офіцера військово-морського флоту США Карла Баршира — першого афроамериканця серед випускників військово-морської школи водолазів і рятівників. В головних ролях Куба Гудінг-мол., Роберт Де Ніро, Шарліз Терон та Онжаню Елліс.
Світова прем'єра відбулася 10 липня 2000 року.

## Сюжет
Історія зрештою обертається навколо двох «чоловіків честі»; їхніх відносин, індивідуальних та спільних невдач та тріумфів. Карл Брашир вважається першим дайвером ВМС афро-американцем. Леслі Сандей — його розлючений інструктор, налаштований побачити його невдачу. Доля, виклики та обставини зрештою зближують цих двох чоловіків разом у цій бурхливій історії та врешті вони досягають тріумфу.